# Liste des municipalités du Morelos

Armoiries de l'État de Morelos

L'état mexicain de Morelos est l'un des 31 États du Mexique ; il est situé au centre du pays, juste au sud de Mexico DF. Il est comprend 33 municipalités (municipios), et sa capitale est Cuernavaca.

## Liste des municipalités et des codes INEGI associés
Le code INEGI complet de la municipalité comprend le code de l'État - 17 - suivi du code de la municipalité. Exemple : Cuernavaca = 17007. Chaque municipalité comprend plusieurs localités portant leur propre code. Ainsi, pour le chef-lieu de la municipalité, Cuernavaca = 170070001.

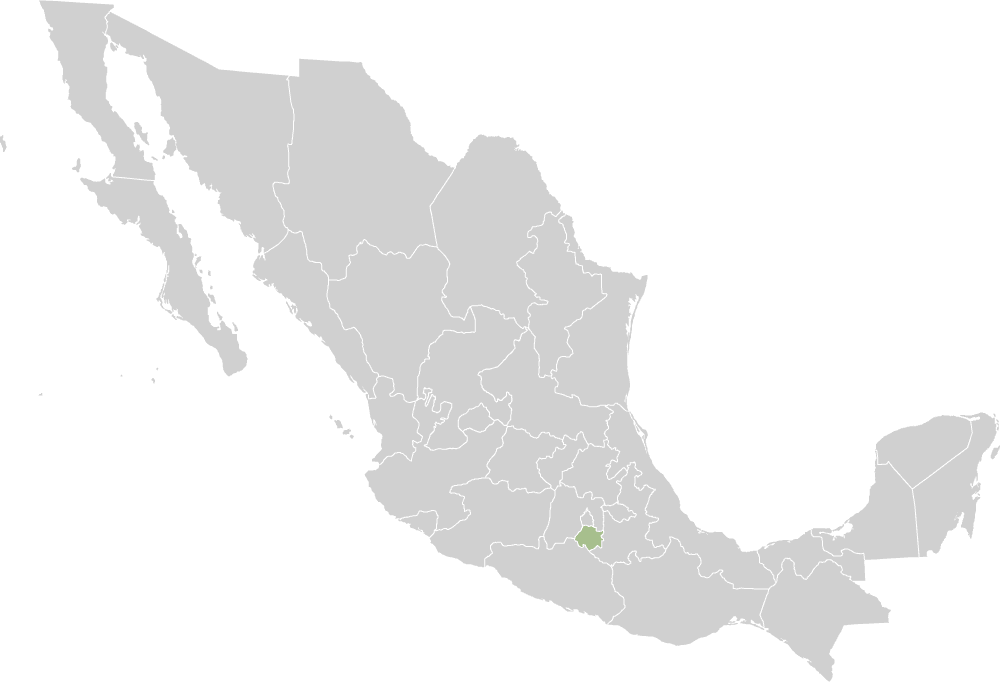
État de Morelos

Municipalités de l'État de Morelos

|     | Municipalité         | Chef-lieu            |
| --- | -------------------- | -------------------- |
| 001 | Amacuzac             | Amacuzac             |
| 002 | Atlatlahucan         | Atlatlahucan         |
| 003 | Axochiapan           | Axochiapan           |
| 004 | Ayala                | Ciudad Ayala         |
| 005 | Coatlán del Río      | Coatlán del Río      |
| 006 | Cuautla              | Cuautla              |
| 007 | Cuernavaca           | Cuernavaca           |
| 008 | Emiliano Zapata      | Emiliano Zapata      |
| 009 | Huitzilac            | Huitzilac            |
| 010 | Jantetelco           | Jantetelco           |
| 011 | Jiutepec             | Jiutepec             |
| 012 | Jojutla              | Jojutla              |
| 013 | Jonacatepec          | Jonacatepec          |
| 014 | Mazatepec            | Mazatepec            |
| 015 | Miacatlan            | Miacatlan            |
| 016 | Ocuituco             | Ocuituco             |
| 017 | Puente de Ixtla      | Puente de Ixtla      |
| 018 | Temixco              | Temixco              |
| 033 | Temoac               | Temoac               |
| 019 | Tepalcingo           | Tepalcingo           |
| 020 | Tepoztlán            | Tepoztlán            |
| 021 | Tetecala             | Tetecala             |
| 022 | Tetela del Volcán    | Tetela del Volcán    |
| 023 | Tlalnepantla         | Tlalnepantla         |
| 024 | Tlaltizapán          | Tlaltizapán          |
| 025 | Tlaquiltenango       | Tlaquiltenango       |
| 026 | Tlayacapan           | Tlayacapan           |
| 027 | Totolapan            | Totolapan            |
| 028 | Xochitepec           | Xochitepec           |
| 029 | Yautepec             | Yautepec de Zaragoza |
| 030 | Yecapixtla           | Yecapixtla           |
| 031 | Zacatepec de Hidalgo | Zacatepec de Hidalgo |
| 032 | Zacualpan de Amilpas | Zacualpan de Amilpas |